# Wulpstraat (Utrecht)
De Wulpstraat (tot 1938 Keisteeg) is een straat in de Nederlandse stad Utrecht, die loopt vanaf de Oosterkade tot aan de Albatrosstraat in de Watervogelbuurt. De enige zijstraten die de Wulpstraat kent zijn de Alkhof en Zeekoethof.
In 1938 werden in deze straat door de Fundatie van Maria van Pallaes 22 hofjeswoningen gebouwd in de stijl van de Delftse School die tegen een lage prijs werden verhuurd. De woningen aan de Wulpstraat 2-10 en 5-37 zijn een gemeentelijk monument en worden thans beheerd door het Utrechts Monumentenfonds (UMF). In de straat bevindt zich ook de zijgevel van een aan de Oosterkade gebouwde 18e-eeuwse boerderij die op de lijst van rijksmonumenten staat.

## Fotogalerij

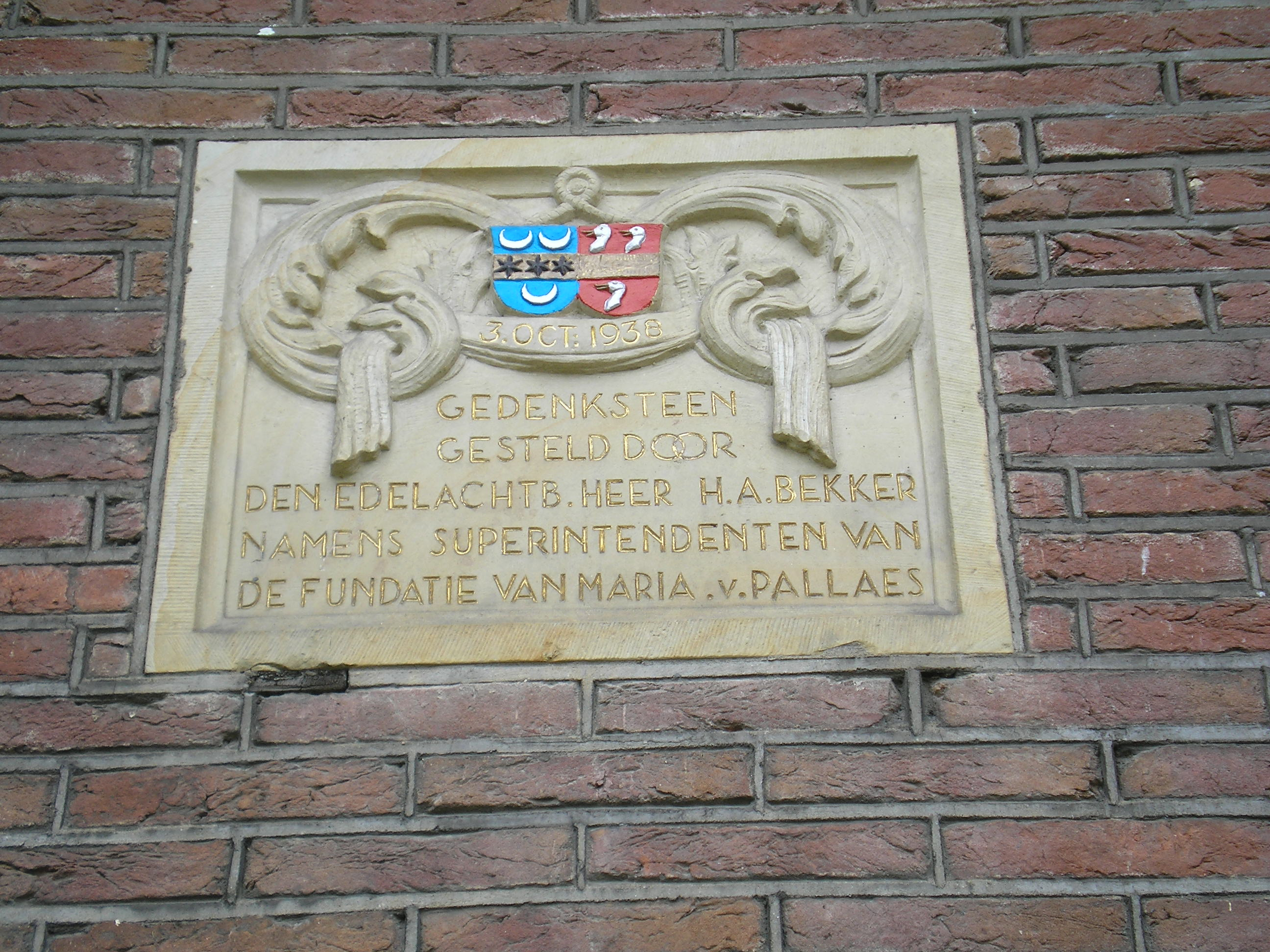
Gedenksteen Maria van Pallaes in Wulpstraat
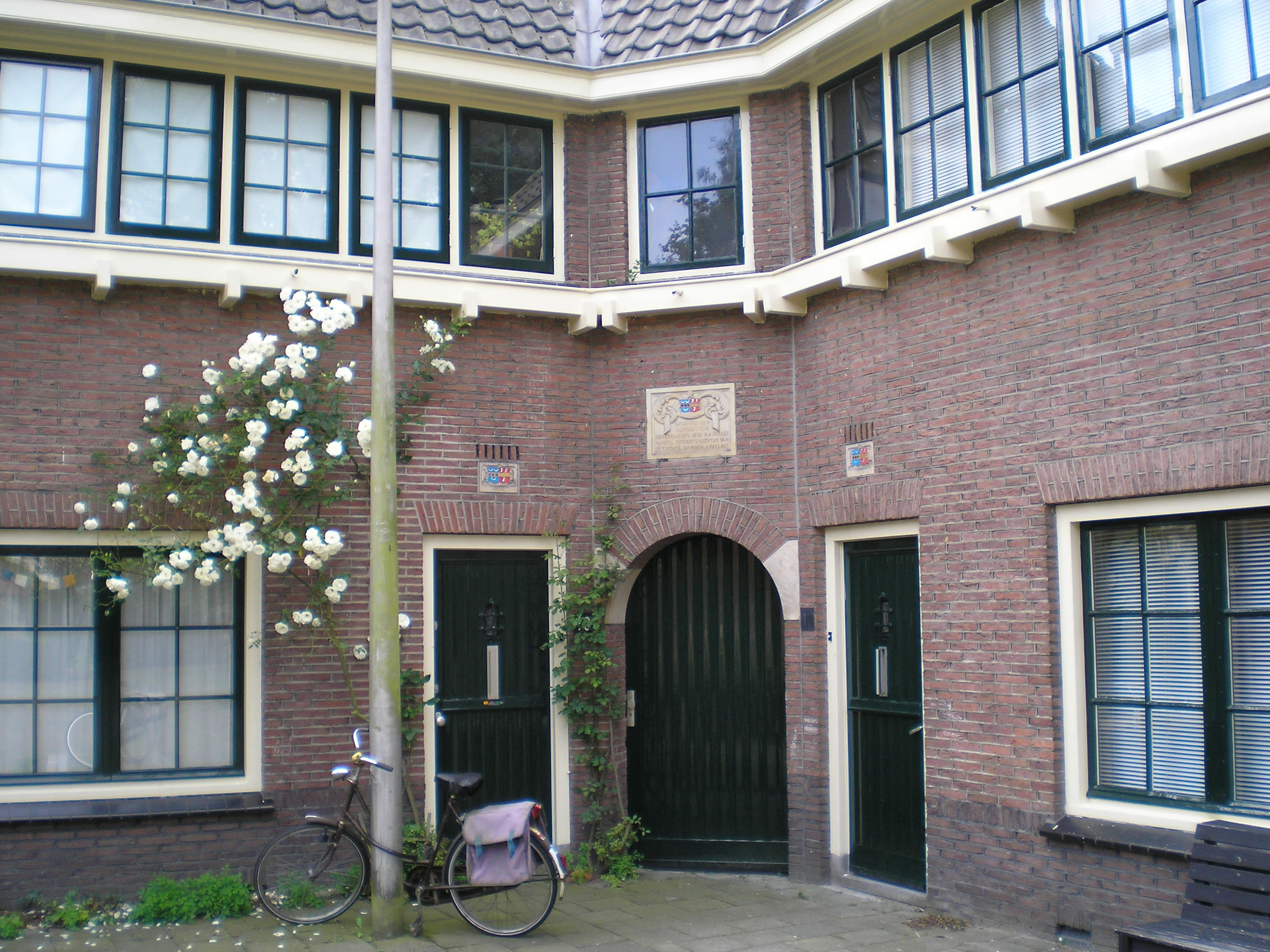
Huisjes van Maria van Pallaes in de Wulpstraat
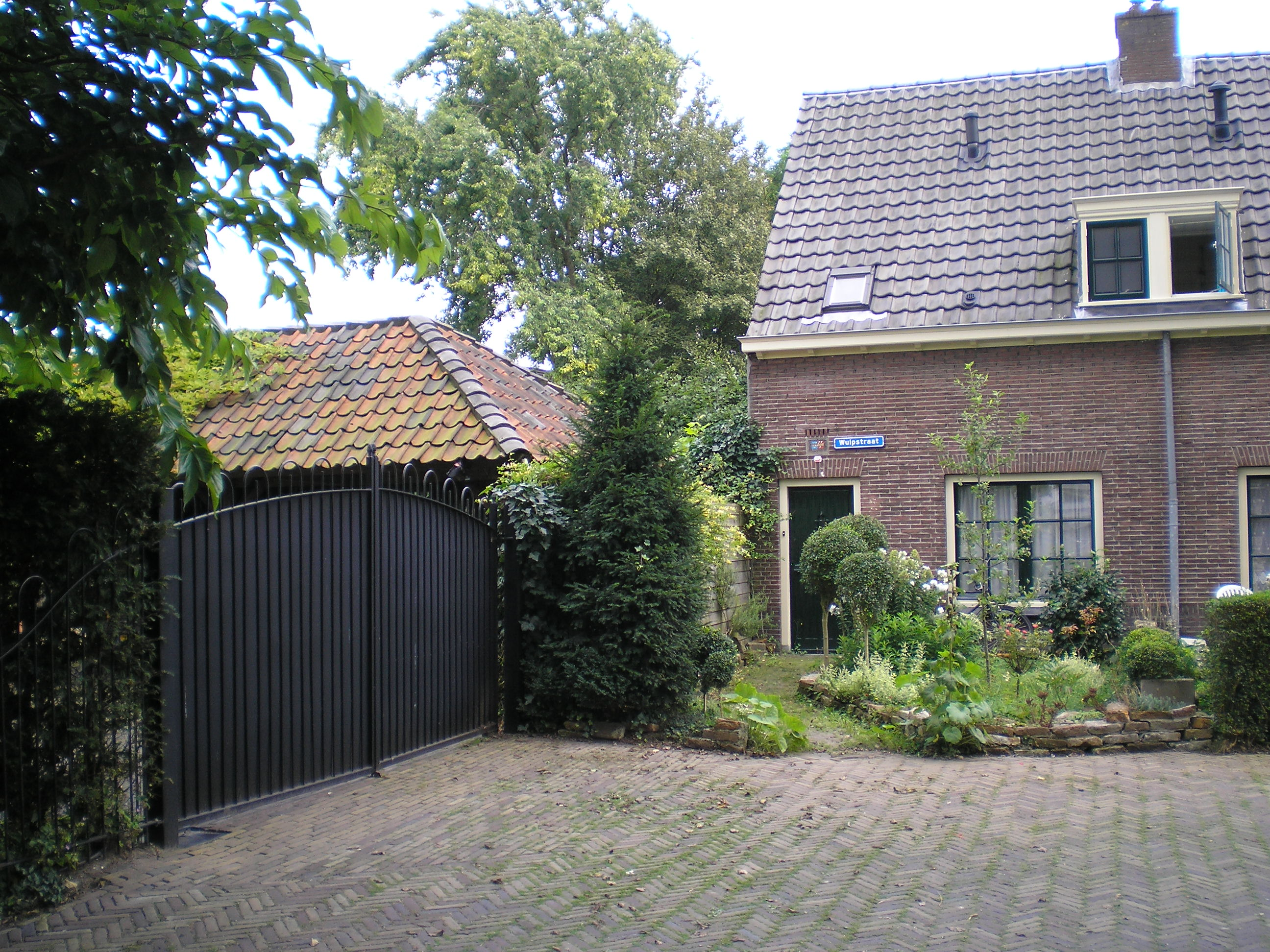
Wulpstraat 14 met links de boerderij aan de Oosterkade
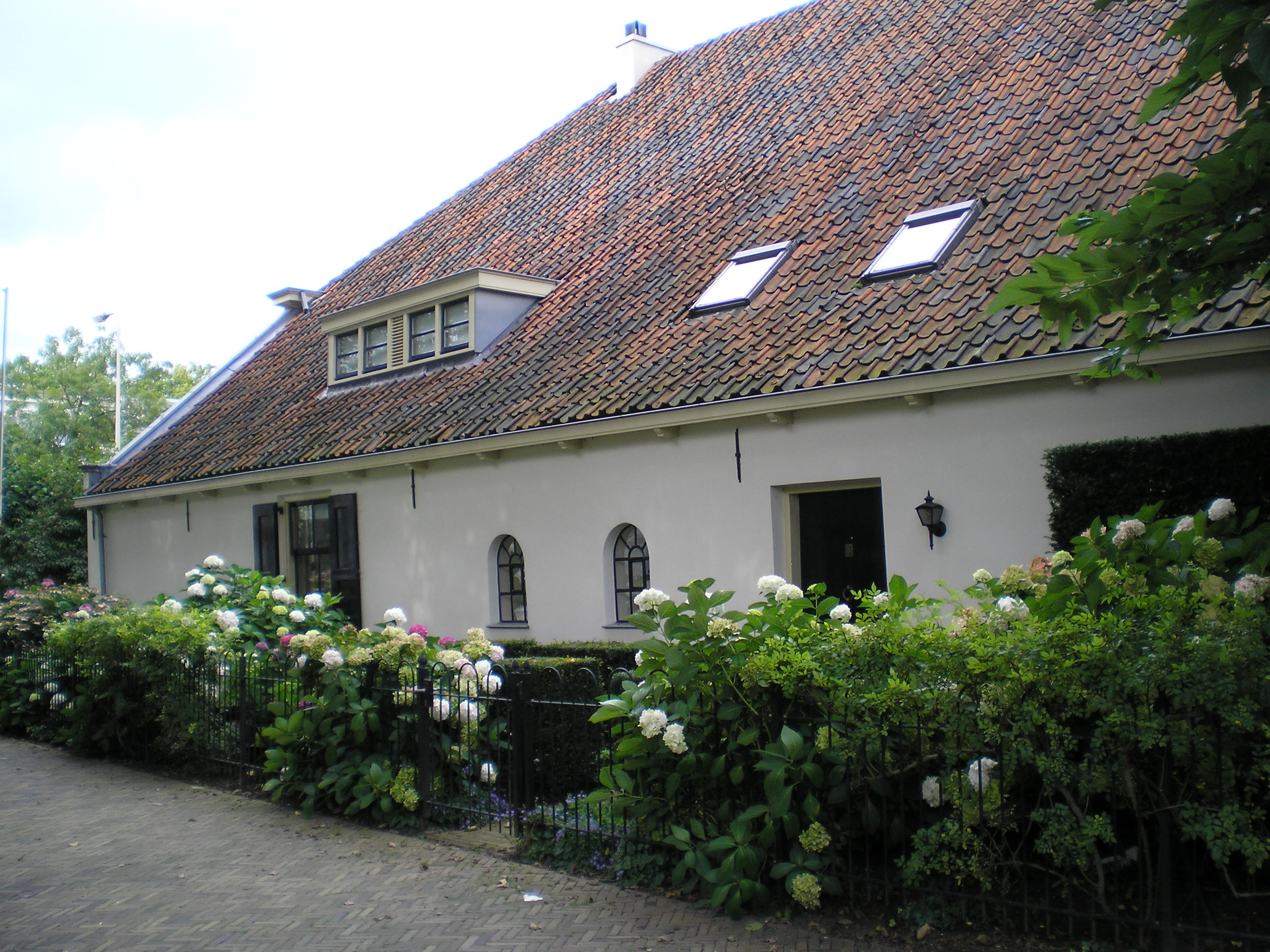
Zijgevel van de monumentale boerderij aan de Oosterkade